# Ylenia Carrisi
Ylenia María Sole Carrisi (Roma, 29 de noviembre de 1970- Nueva Orleans, 1 de diciembre de 2013) fue la hija mayor de los cantantes Al Bano y Romina Power.
Desapareció bajo circunstancias misteriosas mientras visitaba Nueva Orleans, Luisiana, Estados Unidos, en enero de 1994. Carrisi, a petición de su padre, fue declarada muerta el 1 de diciembre de 2013.

## Familia
Fue la hija mayor de Albano Carrisi y Romina Power. Sus abuelos maternos fueron el actor estadounidense Tyrone Power y la actriz mexicana Linda Christian y los paternos Iolanda Ottino y Carmelo Carrisi.
En 1983, apareció junto a sus padres en la película italiana Champán in paradiso. Más tarde, ella fue el cartero en La Ruota Della Fortuna, la versión italiana de Wheel of Fortune. Ylenia planeó seguir una carrera como novelista, estudiando literatura en el King's College de Londres, donde recibió las calificaciones más altas entre sus compañeros.

## Desaparición

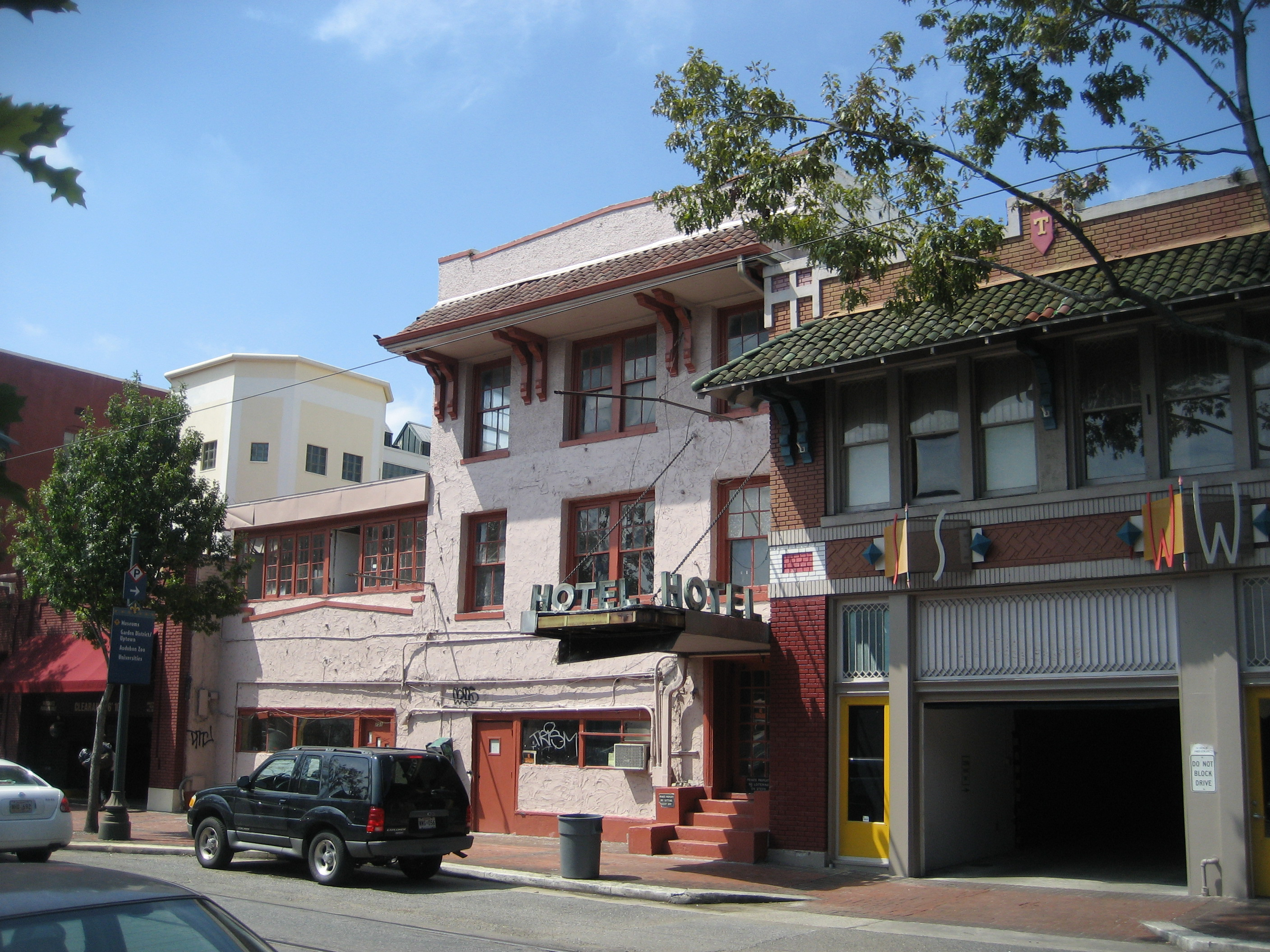
LeDale Hotel en St. Charles Avenida, Nueva Orleans, donde Carrisi vivía antes de su desaparición.

Durante sus estudios, empezó a tener la idea de viajar por el mundo con nada más que una mochila y su diario. Decidió tomar un descanso de sus estudios y regresar a Italia donde vendió todas sus pertenencias para pagar el viaje. Empezó en Sudamérica. Después de haber pasado unos cuantos meses en Belice,  decidió irse el día después de la Navidad de 1993 en autobús a Nueva Orleans, Luisiana. Su hermano Yari, también un viajero experimentado, había decidido sorprender a su hermana visitándola esa Navidad. Llegó un lluvioso 27 de diciembre al pueblo de Hopkins (Belice), yendo puerta por puerta buscándola, sólo para que le acabaran diciendo que un día antes había tomado un autobús hacia México.
Carrisi fue vista por última vez en el área del Barrio Francés de Nueva Orleans en algún momento del mes. Los esfuerzos policiales para encontrarla no arrojaron ningún resultado. En el tiempo de su desaparición, Carrisi se quedaba en el Hotel LeDale con el músico callejero afroamericano Alexander Masakela, veinte años mayor. Masakela estuvo arrestado el 31 de enero por un cargo no relacionado pero finalmente fue liberado por falta de pruebas para conectarlo con la desaparición de Carrisi.
En relación con su desaparición, un guardia de seguridad atestiguó que vio una mujer que encajaba vagamente con la descripción de Carrisi saltando al Río Misisipi diciendo las palabras «pertenezco al agua». Una búsqueda de la Guardia Costera de Estados Unidos no arrojó ninguna señal del cuerpo de Ylenia, el cual pudo haber sido arrastrado hacia el mar. De cualquier manera, nunca ha sido probado que dicha persona fuera Carrisi. En 1996, dos años después de su desaparición, un sujeto anónimo llamó asegurando enfáticamente que Carrisi estaba todavía viva pero que su paradero era desconocido.
Los padres de Carrisi escucharon acerca de su hija en la víspera de Año Nuevo. Informaron de su desaparición el 18 de enero. Su madre cree que todavía está viva. En noviembre de 2006, Al Bano declaró por primera vez que creía la historia del guardia de seguridad. En enero de 2013 él pidió que su hija fuera declarada muerta 19 años después de su desaparición.
Fue reportada como encontrada en junio de 2011 en un monasterio de los Estados Unidos. Su padre rechazó el informe como «una especulación vergonzosa que no contiene ni un poco de cierta».
A petición de su padre, el 1 de diciembre de 2014 un tribunal de Brindisi declaró oficialmente que la muerte acaeció efectivamente el 31 de diciembre de 2013.